# Nord
|  | Aquest article tracta sobre el punt cardinal. Vegeu-ne altres significats a «Nord (desambiguació)». |

El nord o septentrió és un punt cardinal on la meridiana talla a l'horitzó, però en sentit cap al pol Nord geogràfic. És el contrari del sud i és perpendicular a l'est i l'oest. Nord és un substantiu, adjectiu o adverbi que indica direcció o geografia. En l'hemisferi nord, es correspon amb el punt de l'horitzó la perpendicular del qual passa per l'Estrella Polar.
El seu símbol és N. Segons els lingüistes Grimm el seu nom deriva d'una paraula nòrdica per dir «esquerra», ja que si una persona mira cap al punt on surt el sol, tindrà el nord al cantó esquerre.
També hi ha el pol Nord Magnètic, el qual no coincidix exactament amb el geogràfic. Cap a ell s'orienta l'agulla imantada de la brúixola. En 1831 John Ross el va ubicar a l'Illa del Rei Guillem. Es desplaçava uns quinze quilòmetres per any i actualment se situa a l'Àrtida a una latitud de 80° N., velocitat que ha augmentat des de 1989 a uns seixanta quilòmetre en direcció de Sibèria.
Als mapes occidentals, per convenció se situa al damunt. En un plànol se sol indicar el nord amb una petita sageta tota sola o dibuixada enmig d'una brúixola.

## Etimologia
La paraula nord està relacionada amb l'alt alemany antic nord, tots dos descendents de la unitat protoindoeuropea * ner-, que significa «esquerra; per sota», ja que el nord és a l'esquerra quan s'enfronta al sol naixent. De la mateixa manera, les altres direccions cardinals també estan relacionades amb la posició del sol.
La paraula llatina borealis prové del grec boreas «vent del nord, nord», que, segons Ovidi, era personificat com el déu del vent Bòreas, el pare de Calais i Zetes. Septentrionalis prové de septentrions, «els set bous d'arada», nom de l'Ossa Major. El grec ἀρκτικός (arktikós) rep el nom de la mateixa constel·lació, i és la font de la paraula anglesa Arctic.
Altres llengües tenen altres derivacions. Per exemple, en Lesguià, kefer pot significar tant «incredulitat» com «nord», ja que al nord de la pàtria musulmana de Lezgian hi ha zones antigament habitades per pobles caucàsics i turcs no musulmans. En moltes llengües de Mesoamèrica, nord també significa «amunt». En hongarès, la paraula per al nord és észak, que deriva d’éjszaka («nit»), ja que per sobre del tròpic de Càncer, el Sol maig brilla des del nord, excepte dins del cercle polar àrtic durant el sol de mitjanit d'estiu.
La direcció nord s'associa sovint amb climes més freds perquè la major part de la terra del món a latituds altes es troba a l'hemisferi nord. El cercle polar àrtic passa per l'oceà Àrtic, Noruega, Suècia, Finlàndia, Rússia, els Estats Units (Alaska), Canadà (Yukon, Territoris del Nord-oest i Nunavut), Dinamarca (Groenlàndia) i Islàndia (on passa per la petita illa costanera de Grímsey).

## Cartografia i navegació

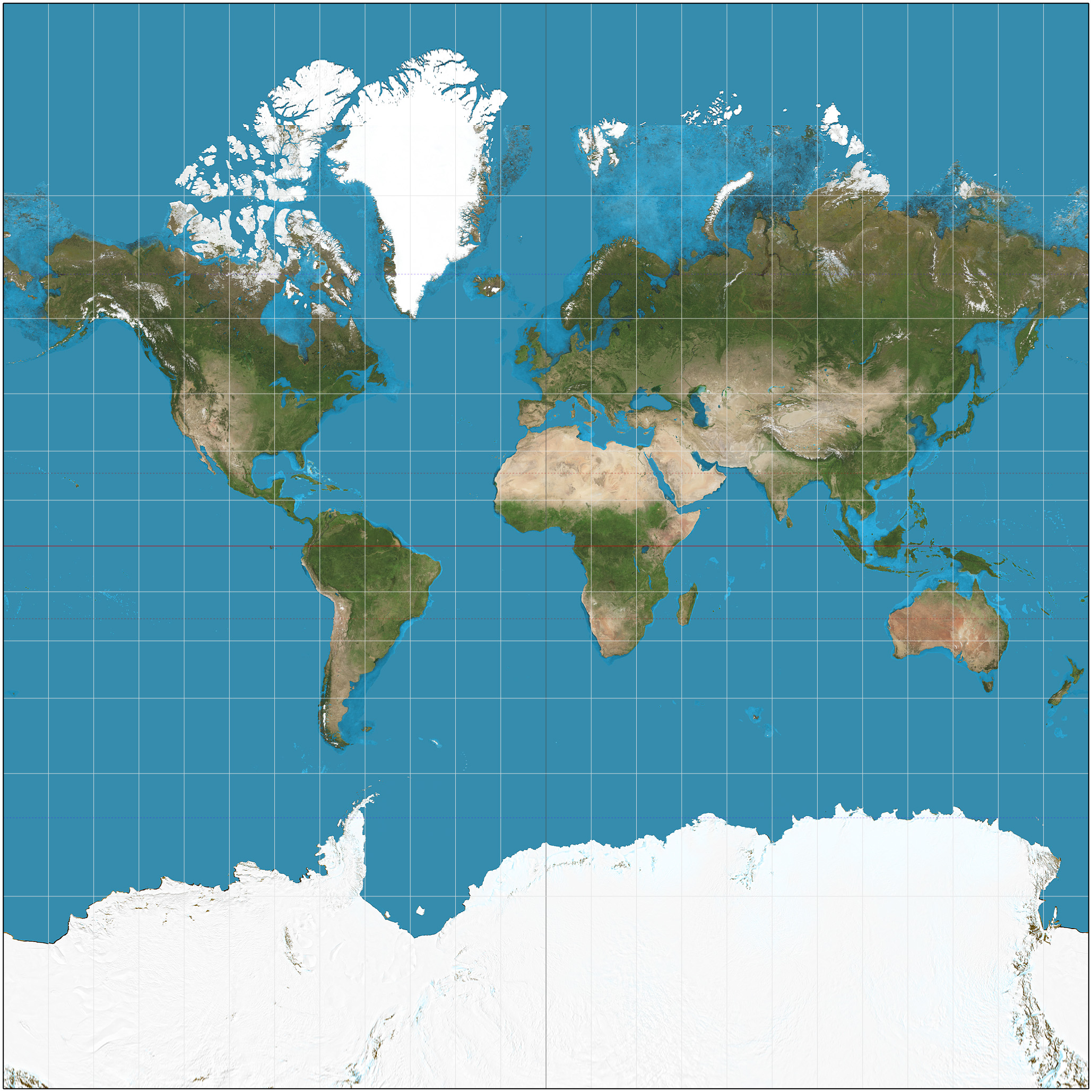
La projecció de Mercator és una projecció cartogràfica cilíndrica conforme però no és equivalent que fou ideada per Gerardus Mercator el 1569, i que va significar fixar el nord a la part superior.

Per convenció, la part superior o cap amunt d'un mapa és el nord.
Per anar cap al nord amb una brúixola per a la navegació, establiu un rumb o azimut de 0° o 360°. Viatjant directament cap al nord traça una línia meridià cap amunt.
El nord és específicament la direcció que, en la cultura occidental, es considera la direcció fonamental:
- El nord s'utilitza (de manera explícita o implícita) per definir totes les altres direccions.
- Les vores superiors (visuals) dels mapes solen correspondre a la vora nord de l'àrea representada, tret que s'indiqui el contrari de manera explícita o que les fites es considerin més útils per a aquest territori que les direccions específiques.
- En qualsevol objecte astronòmic en rotació, el nord sovint denota el costat que sembla girar en sentit contrari a les agulles del rellotge quan es veu des de lluny al llarg de l'eix de rotació. Tanmateix, la Unió Astronòmica Internacional (IAU) defineix el pol nord geogràfic d'un planeta o qualsevol dels seus satèl·lits del Sistema solar com el pol planetari que es troba en el mateix hemisferi celeste, en relació amb el pla invariable del Sistema Solar, com el de la Terra.[14] Això significa que alguns objectes, com ara Urà, giren en direcció retrògrada: quan es veuen des de la IAU nord, el gir és en sentit horari.

## Nord magnètic i declinació

La brúixola és un instrument que serveix per a l'orientació geogràfica mitjançant una agulla que assenyala aproximadament la direcció nord-sud, i est-oest i que es basa en les propietats de les agulles magnetitzades. La seva agulla imantada assenyala el Nord magnètic, que és diferent per a cada zona del planeta, i diferent del nord geogràfic. Utilitza el magnetisme terrestre.

El nord magnètic té interès perquè és la direcció indicada com a nord en una brúixola magnètica que funciona correctament (però sense corregir). La diferència entre aquest i el nord veritable s'anomena declinació magnètica, o simplement declinació on el context és clar. Per a molts propòsits i circumstàncies físiques, l'error de direcció que resulta d'ignorar la distinció és tolerable; en altres, una compensació mental o instrumental, basada en el coneixement assumit de la declinació aplicable, pot resoldre tots els problemes. Però les generalitzacions simples sobre el tema s'han de tractar com a poc sòlides i com a susceptibles de reflectir idees errònies populars sobre el magnetisme terrestre.
Els mapes destinats a utilitzar-se en l'orientació amb la brúixola indicaran clarament la declinació local per a una fàcil correcció cap al nord veritable. Els mapes també poden indicar el nord de la quadrícula, que és un terme de navegació que es refereix a la direcció cap al nord al llarg de les línies de quadrícula d'una projecció cartogràfica.

## Papers del nord com a direcció principal

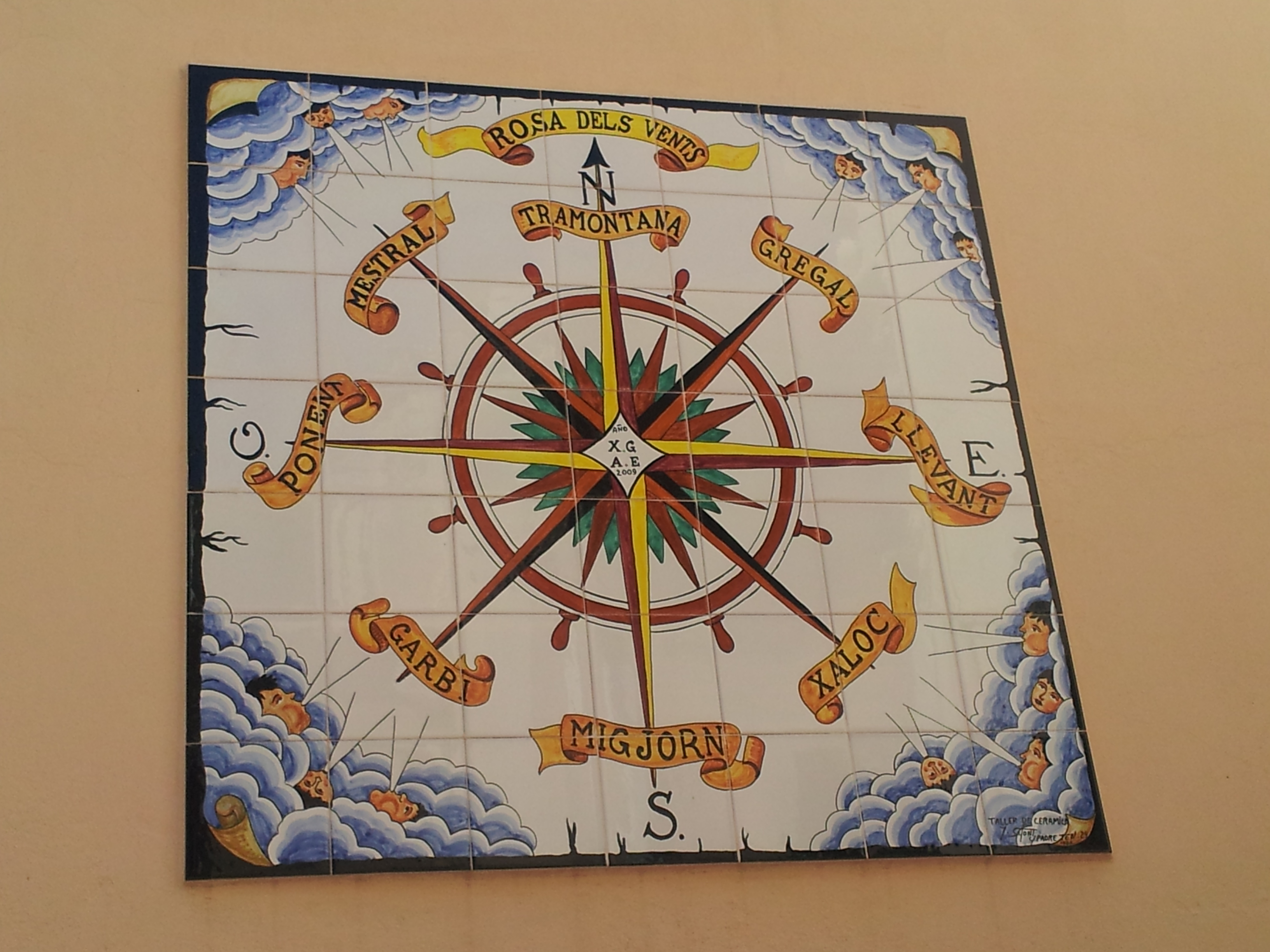
Mosaic amb una rosa dels vents a Fanzara. Una rosa dels vents és un cercle que té marcats els 32 rumbs de procedència del vent en què convencionalment es divideix la circumferència de l'horitzó, sempre amb el nord a la part superior.

La rotació visible del cel nocturn al voltant del pol celeste visible proporciona una metàfora vívida d'aquesta direcció corresponent a «amunt». Així, l'elecció del nord a «amunt» a l'hemisferi nord, o del sud en aquest paper al sud, és, abans de la comunicació mundial, qualsevol cosa menys arbitrària, almenys per als astrònoms nocturns. (Nota: l'hemisferi sud no té un anàleg visible prominent a l'estel del Nord.) Per contra, les cultures xinesa i islàmica consideraven el sud com l'extrem «superior» adequat per als mapes. En les cultures de la Polinèsia, on la navegació jugava un paper important, els vents —predominants locals o ancestrals— poden definir punts cardinals.
En la cultura occidental:
- Els mapes solen dibuixar-se per veure'ls amb el nord real o el nord magnètic a la part superior.
- Els globus terrestres tenen el pol nord a la part superior, o si l'eix de la Terra es representa inclinat des de la vertical (normalment per l'angle que té respecte a l'eix de l'òrbita terrestre), a la meitat superior.
- Els mapes solen estar etiquetats per indicar quina direcció del mapa correspon a una direcció de la terra,
  - generalment amb una sola fletxa orientada a la representació del mapa del nord veritable,
  - ocasionalment amb una sola fletxa orientada a la representació del mapa del nord magnètic, o dues fletxes orientades al nord veritable i magnètic respectivament,
  - ocasionalment amb una rosa dels vents, però si és així, normalment en un mapa amb el nord a la part superior i normalment amb el nord decorat més destacat que qualsevol altre punt de la brúixola.
- «Amunt» és una metàfora del nord. L'astrònom grec Ptolemeu va establir la idea que el nord hauria d'estar sempre «a dalt» i l'est a la dreta. L'historiador Daniel Boorstin suggereix que potser això va ser perquè els llocs més coneguts del seu món es trobaven a l'hemisferi nord i, en un mapa pla, aquests eren més convenients per estudiar si es trobaven a l'angle superior dret.[21]

## Papers d'est i oest com a direccions inherentment subsidiàries
Si bé l'elecció del nord sobre el sud com a direcció principal reflecteix factors històrics força arbitraris, l'est i l'oest no són gaire alternatives tan naturals com podria suggerir a primera vista. Les seves definicions populars són, respectivament, «on surt el sol» i «on es pon». Excepte a l'equador, però, aquestes definicions, en conjunt, implicarien això:
- l'est i l'oest no estarien a 180 graus de diferència, sinó que es diferenciarien d'això en fins a dues vegades els graus de latitud de la ubicació en qüestió, i
- cada un es mou lleugerament dia a dia i, a les zones temperades, notablement al llarg de l'any.

L'astronomia popular raonablement precisa, com s'atribueix habitualment als pobles de l'edat de pedra o als celtes posteriors, arribaria a l'est i a l'oest observant les direccions de pujada i posta (preferiblement més d'una vegada cadascuna) i escollint com a direcció principal una de les dues mútuament direccions oposades que es troben a mig camí entre aquestes dues. Les veritables definicions folk-astronòmiques d'est i oest són les direccions, un angle recte des de la direcció principal, que estan més properes a la sortida i la posta, respectivament, del sol (o de la lluna).